# Frutiger

Fonte Frutiger.

Frutiger é uma fonte tipográfica sem-serifa desenhada por Adrian Frutiger.
A fonte foi solicitada em 1968 para a sinalização do aeroporto Internacional Charles de Gaulle, em Roissy, na França, que precisava de um novo e moderno sistema sinalético. Ao invés de utilizar uma previamente desenvolvida por ele, como a Univers, ele preferiu criar uma nova fonte. Originalmente chamada Roissy, foi concluída em 1975 e aplicada ao local no mesmo ano.